# Alta Edad Media
La Alta Edad Media es el período de la historia de Europa y Oriente Medio que comienza en el siglo V y termina en el siglo X, distinguiéndose así este periodo de los siguientes, conocidos como Plena Edad Media (s. XI-XIII) y Baja Edad Media (s. XIV-XV).
Generalmente se admite que comienza en 476, con la deposición del último emperador romano de Occidente; Rómulo Augústulo, si bien hoy se opta por indicar simplemente al siglo V, en sus últimas décadas. El final de esta época suele ser colocado en el año 1000, pero tal fecha ha dejado de ser significativa para la historiografía y se prefiere el final del siglo IX, con el comienzo de las instituciones feudales, las incursiones vikingas y magiares, la renovación del poder imperial en Oriente con la dinastía macedonia y la decadencia del califato abasí.
Durante la Alta Edad Media el cristianismo se consolidó en Europa y llegó a pueblos situados fuera del ámbito romano (eslavos, magiares, germanos) a la vez que se consolida el poder de los musulmanes en Medio Oriente y el norte de África. En lo político, está marcada por la existencia de dos grandes imperios; el romano de Oriente y el Califato, junto con la aparición en Occidente de los reinos romano-bárbaros y la aparición del efímero Imperio carolingio. En lo cultural, el imperio de Oriente desarrolla una cultura cristiana de lengua griega, preserva gran parte del saber de la Antigüedad, pero desarrollado de manera propia, el Levante, Egipto, el norte de África y la península ibérica se integran en la naciente cultura árabe islámica y en Occidente los monasterios cumplen el rol de transmitir los restos de la cultura latina, mientras se desarrollan las lenguas romances.

## Primeras invasiones germánicas
En el siglo IV, considerado por la historiografía como perteneciente a la Edad Antigua, el Imperio romano entró en una crisis económica, política y social. Varios pueblos germánicos comenzaron un acoso sistemático de las fronteras que se resolvió con la invasión de gran parte del Imperio, en especial su mitad occidental, por parte de algunos de estos pueblos. Además, el propio estado romano autorizó el ingreso de otros pueblos en carácter de federados, otorgándoles territorios en pago de sus servicios. Estos hechos, a los que se suele llamar Invasiones bárbaras o migraciones de pueblos, marcaron el inicio de lo que se conoce como Edad Media. Los cinco primeros siglos de la misma (desde la deposición del último emperador de Occidente, en 476, hasta el año 1000) han sido denominados como Alta Edad Media y los cinco siglos siguientes (hasta la caída de Constantinopla en poder del Imperio otomano, 1453, o bien el descubrimiento de América, 1492) son considerados como Baja Edad Media.
En el momento de las primeras invasiones germánicas, en la Antigüedad tardía, el emperador Teodosio I logró la paz mediante un pacto de amistad con el jefe visigodo (siendo los visigodos la rama occidental del pueblo godo). Pero Teodosio I murió en 395 dejando el imperio a sus dos hijos. Honorio en el Occidente y Arcadio en el Oriente. La muerte de Teodosio I significó para los visigodos la ruptura de los acuerdos realizados con el Imperio. Su jefe, Alarico I, comenzó una campaña de depredaciones en la península balcánica. Arcadio, con el pretexto de que existía una disputa por Iliria, lanzó a los visigodos sobre el Imperio occidental, en el que se instalaron definitivamente. Poco después, en el año 406, el Imperio romano fue invadido por pueblos germánicos que buscaban dónde instalarse.
En el 423, Valentiniano III sucedió en el trono a Honorio, asimilando a los invasores a sus tropas mercenarias. Durante su reinado, el imperio sufrió un importante avance de los hunos, al mando de su rey Atila; pero fueron detenidos en los Campos Cataláunicos en una alianza romano-germánica. El Imperio estaba en franca disolución y en el 476 Rómulo Augústulo, último emperador de Occidente, fue depuesto por Odoacro. El Imperio romano de Occidente llegaba, así, a su fin. A partir de entonces, el territorio se disgregó en diferentes reinos, llamados reinos romano-germánicos.

## Las nuevas invasiones o Segundas invasiones
Entre los siglos IX y X, Europa occidental se vio sacudida por los ataques de los pueblos normandos, sarracenos, húngaros y eslavos. Estos ataques son conocidos históricamente como las segundas invasiones.
Por el norte llegaron los vikingos; por el sur, los sarracenos; y por el este, los eslavos y los húngaros. Estos pueblos periféricos aprovecharon, entre otras, las debilidades de los estados sucesores del Imperio Carolingio: por tierra, las marcas o territorios fronterizos no fueron defensa suficiente; por mar, no se desarrolló una marina fuerte que pudiera hacer frente a los invasores.
Al mismo tiempo, Europa oriental sufrió el ataque de búlgaros y eslavos, que el Imperio bizantino tuvo capacidad de frenar.
Las nuevas invasiones fueron expediciones de saqueo, las cuales ocasionaron inestabilidad política y social en los estados sucesores del Imperio carolingio. Estas incursiones provocaron la consolidación de los señores locales, quienes se organizaron para defender sus tierras y dar protección a sus vasallos, sentando las bases del futuro feudalismo. Al mismo tiempo se retrajo el comercio y finalmente se crearon nuevos reinos, aumentando el espacio de la Europa cristiana, que llegó hasta Islandia, en el norte, y el río Volga, en el este.

### Los vikingos

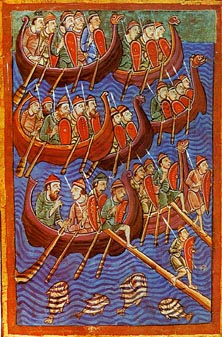
Vikingos daneses invadiendo Inglaterra. Ilustración del.

La palabra vikingo incluye diversos significados. La explicación mayoritariamente aceptada es que se trata de los “pueblos de la bahía”, ya que, vik significa bahía en nórdico antiguo.
Se denomina vikingos a todos los pueblos establecidos en Escandinavia que comenzaron invasiones en Europa Occidental desde los siglos VIII al XI. Hay que aclarar que se trata de germanos que se establecieron en Escandinavia durante las invasiones del siglo V.
Una de las características que define a la sociedad vikinga es que estaba compuesta por familias extensas, acompañadas por clientes y esclavos, y dirigidas por un jefe. Se dedicaban a la agricultura, ganadería, artesanía y comercio. La reunión de jefes asesoraba al rey, que era el primus inter pares.
Las primeras invasiones vikingas se realizaron, a título particular, por parte de algunas familias que buscaban el ascenso social y el enriquecimiento. Para realizar estas invasiones hicieron uso de los drakkar, embarcaciones construidas con madera de roble, sin timón, ni puente, y propulsadas por remos; con un calado poco profundo que permitía navegar por ríos, y atracar en la costa. Tenían una vela cuadrada en el centro, y una proa decorada con la cabeza de un dragón (drak), de la que toma su nombre.

Expansión vikinga de los siglos al.

Las causas de la expansión de los vikingos fueron diversas y no hay consenso entre historiadores. Algunas destacables son:
- Exceso de población en algunas áreas.
- Modificaciones en la estructura familiar.
- Mala distribución de la tierra, que generó desempleo.
- Progreso en la construcción de embarcaciones.
- Cambio climático.
- Interrupción de las rutas comerciales.
- Consolidación de tres nacionalidades: noruegos, suecos y daneses, que originó emigración por quien se sintió perjudicado.
- Éxito de las primeras incursiones que favoreció una progresión geométrica de las mismas.

Se conocen tres tipos de vikingos:

#### 1. Noruegos
Los vikingos noruegos se caracterizaron por ser exploradores.
Estos parten de Bergen y se dirigieron al litoral del océano Atlántico, ocuparon las islas británicas, Islandia y Groenlandia. También se desplazaron hasta la península ibérica, donde combatieron contra los musulmanes en el sur y los cristianos en el norte. Llegaron hasta las costas de Marruecos y penetraron en el Mediterráneo, asolando algunas ciudades portuarias e internándose por algunos ríos.
Las primeras noticias de los vikingos noruegos se recogen a finales del siglo VIII cuando atacan el monasterio de Lindisfarne en Inglaterra (793).

#### 2. Suecos
Los vikingos suecos, también conocidos como varegos, se caracterizan por su interés por el comercio y el dinero, por eso trabajaron como mercenarios y mercaderes.
Penetraron en Europa oriental, dando origen a Rusia —los pobladores de la estepa los llamaban «rus»— y desde allí llegaron a Asia a través del mar Negro y el mar Caspio, y desde mediados del siglo IX aparecen en Bizancio.

#### 3. Daneses
Los vikingos daneses se caracterizan por ser depredadores primero, y colonos después. Partieron de Sleswig y se establecieron con éxito en Normandía y en Inglaterra, en cuya parte oriental crearon Danelaw o territorio de dominio danés, separado del reino de Wessex por la línea de demarcación pactada con el rey Alfredo en 878.
Los vikingos y luego los normandos, provenientes de Escandinavia, fueron los primeros en invadir el Imperio carolingio. Cuando comenzó el desplazamiento invasor de los nórdicos, Carlomagno ordenó defender las costas construyendo torres vigías. A su muerte, la situación empeoró, puesto que los vikingos establecieron diversos asentamientos, fueron contratados como mercenarios y más tarde formaron el Ducado de Normandía al norte de Francia, cuyo primer duque fue Hrolf Ganger.
Los vikingos asentados en Normandía o normandos, además, contratados como mercenarios por lombardos y bizantinos, llegaron a ocupar además Sicilia y Malta, expulsando de estas islas a los musulmanes y creando el efímero Condado de Sicilia (1071-1130), que comprendía Malta, Sicilia y el tercio sur de Italia, pues también se apoderaron de gran parte del sur de la península itálica; este condado se transformó después en el más longevo Reino de Sicilia (1130-1816).
En el siglo X las invasiones vikingas estaban llegando a su fin, una vez que muchos de ellos ya se habían establecido en los nuevos territorios. Su cese tuvo lugar por varios motivos. Un primer motivo se debe al mayor control por parte de los monarcas de Noruega, Suecia y Dinamarca sobre sus súbditos, además de una creciente cristianización de todos ellos. Un segundo motivo fue la mejora en la situación económica, se había revitalizado la economía gracias a los recursos financieros que estaban en los monasterios y que ahora habían salido a la circulación; a lo que hay que sumar la aparición de ciudades, tanto en Inglaterra como en Rusia, que supuso la creación de nuevos itinerarios comerciales.

### Los húngaros
Los húngaros o magiares eran un pueblo de jinetes nómadas supuestamente emparentado con los hunos, establecidos en la zona de los Montes Urales. Sin embargo, a mediados del siglo IX, por la presión de los pechenegos, se desplazaron hacia el oeste. Atacaron violentamente las fronteras del Este del Imperio germánico, y acabaron estableciéndose en Panonia en el 896, siendo guiados por el Gran Príncipe Árpad.
Desde Panonia hicieron continuas incursiones en Germania, Italia y Francia. En sesenta años, hasta 955 se realizaron cuarenta invasiones.

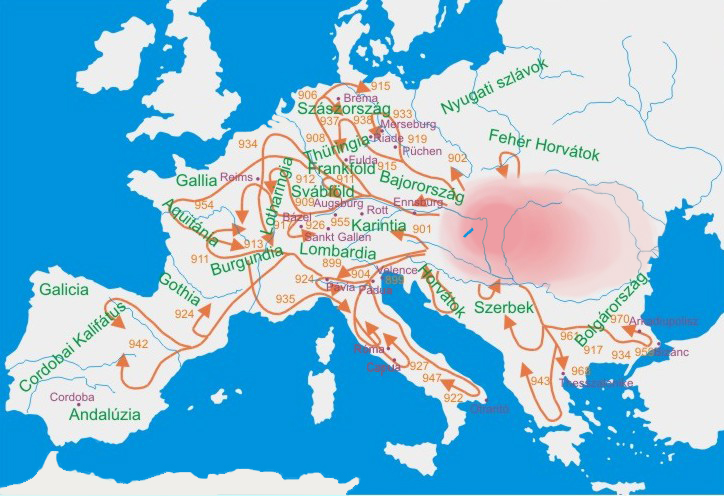
Mapa del movimiento de los pueblos húngaros en el.

Estas incursiones hicieron que se construyeran castillos fortificados en el sur de Alemania y en el norte de Italia. En concreto, en Lombardía, proliferaron los castillos rurales en propiedades de la Iglesia.
Los húngaros son nómadas. Se movían para obtener riquezas y esclavos que cultivasen sus tierras de Panonia, no para buscar territorios. Se caracterizaban por infundir terror, al tratarse de jinetes armados con arcos y flechas que atacan con rapidez y sorpresa. Entre otras, en 915 robaron y quemaron varias ciudades del Imperio germánico como Fulda y Bremen. Llevarían a cabo aventuramientos en la península ibérica, la itálica y en el Oeste de Francia.
Solo a partir del año 930, el asentamiento en Panonia y la mayor fortificación de sus enemigos, y las sucesivas derrotas, hicieron que las invasiones se espaciaran. Un ejemplo ilustrativo es como los húngaros le harían pagar un impuesto casi por una década al emperador germánico Enrique I el Pajarero, el cual les propinaría una derrota en el 933 cerca de Merseburg.
Los húngaros serían nuevamente derrotados en 955 en la batalla de Lechfeld por Otón I el Grande.
En el 973, Otón I volvería a vencer a los húngaros en Quedlinburg y en esa oportunidad firmaría la paz con el príncipe Géza de Hungría, el cual permitiría la llegada de misioneros cristianos y bautizaría a su hijo Vajk, bajo el nombre de Esteban. Esteban sería el primer rey húngaro en el 1000 y conduciría un estricto proceso de cristianización durante todo su reinado. Tras este suceso, se configuran en un reino cristiano que sirvió de frontera para futuras invasiones, hasta que en el siglo XIII llegaran los mongoles

### Los sarracenos
Los sarracenos eran piratas musulmanes que, desde algunas localidades costeras de la península ibérica (Pechina y Denia) y el norte de África, al margen de sus respectivos emiratos, atacaron las costas de Francia e Italia.
En concreto, en el siglo IX llegaron a las islas de Córcega y Cerdeña. Sus expediciones llegaron hasta Roma, que fue saqueada en el año 846. Aunque su principal objetivo era obtener botín, se instalaron en Sicilia.
Desde el 870, establecieron su base de operaciones en la Provenza. Y desde allí, llegaron a controlar los Alpes occidentales. En el año 972, los condes del Piamonte y la Provenza consiguieron eliminar a los piratas.

### Los eslavos
El origen de los eslavos es bastante incierto. Se sabe que pertenecen al grupo oriental de las lenguas indoeuropeas. El primer texto referente a los eslavos es del siglo VI, y aparecen situados entre el Danubio, el Dniester y el Vístula.

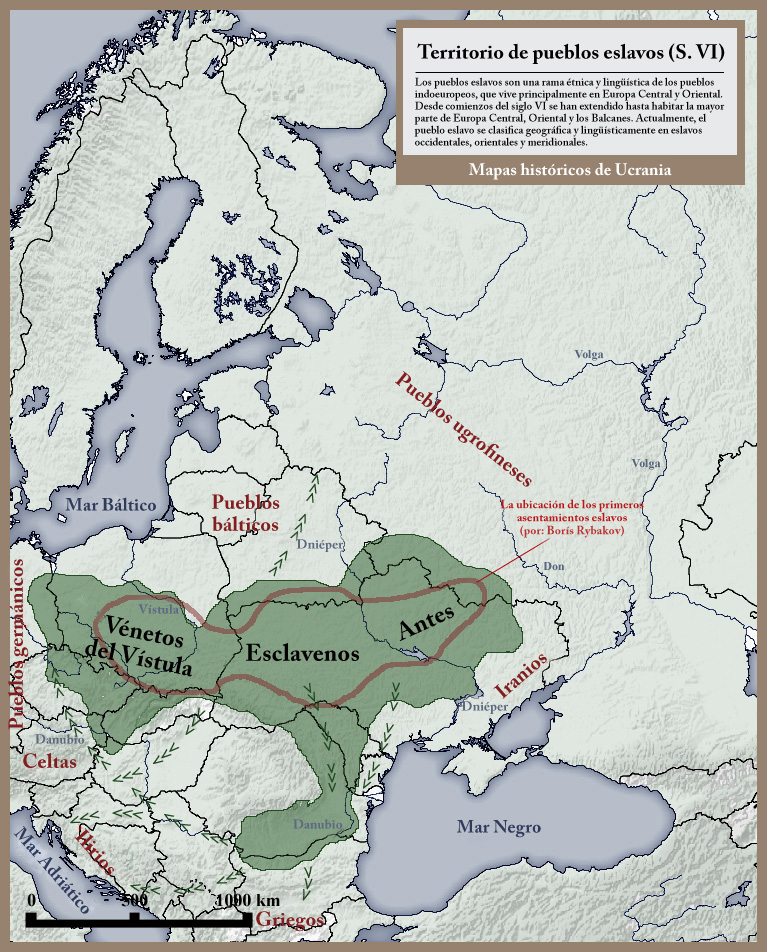
Mapa histórico de los pueblos eslavos

Desde la región comprendida entre los ríos Elba y Dniéper, los eslavos se expandieron y ocuparon parcialmente todo el este de Europa.
La expansión de los eslavos tiene tres direcciones:
Hacia el nordeste, una rama de los eslavos atravesó el territorio de la actual Rusia. Allí se unieron con los varegos procedentes de Suecia y fundaron la Rus de Kiev, considerado el primer Estado ruso, desde donde establecieron relaciones comerciales con Bizancio y el Islam.
Hacia el oeste, se dirigieron hasta las pocas tierras pobladas del Elba, Bohemia y los Alpes orientales. Allí crearon la “Gran Moravia”, Bohemia y Polonia.
Hacia el sur, llegaron hasta los Balcanes. En el siglo IX, los eslavos fueron cristianizados por la obra de Cirilo y Metodio, que tradujeron las Sagradas Escrituras al eslavo.